# Torres de la Casería de Ossio

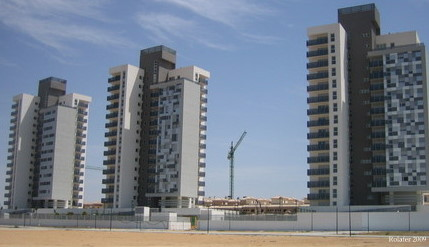
Las Torres de la Casería desde la playa.

Las Torres de la Casería de Ossio fueron construidas en 2007. Son tres edificios de 16 plantas, situados en el barrio de la Casería de Ossio, en la localidad de San Fernando (Cádiz).
Son los edificios más altos de la ciudad (antes lo fue el Hospital militar de San Carlos, que está muy próximo a las torres).[cita requerida]